# Hans Petter Buraas
Hans Petter Buraas (född 20 mars 1975 i Bærum kommun, Akershus fylke i Norge) var en norsk alpin skidåkare. Han körde for Bærum Skiklubb. 
Hans Petter Buraas blev norsk mästare i slalom och storslalom 1998. Han vann guld i slalom under Vinter-OS 1998 i Nagano.
Han debuterade i Alpina världscupen 6 januari 1995 i Kranjska Gora och fick sina första världscuppoäng 12 november 1995 med en 27 plats i storslalom i Tignes. 
Buraas har totalt en seger i en världscuptävling i slalom, 11 december 2000 i Sestriere. Han har fyra andraplatser och fem tredjeplatser i världscupen i slalom mellan 1997 och 2003.
I VM 2007 i Åre blev han nummer åtta i slalom.